# 双钟镇
双钟镇，是中华人民共和国江西省九江市湖口县下辖的一个乡镇级行政单位。

## 行政区划
双钟镇下辖以下地区：
莲湾社区、西门社区、大中社区、云亭社区、大岭社区、三里社区、鄱湖社区、台山社区、柘机社区、钟山社区、胜利村、柏树村、月亮村和洪湖村。